# Kanton Morne-à-l'Eau-2
Kanton Morne-à-l'Eau-2 (francouzsky Canton de Morne-à-l'Eau-2) byl francouzský kanton v departementu Guadeloupe v regionu Guadeloupe. Tvořila ho část obce Morne-à-l'Eau. Zrušen byl při reformě francouzských kantonů z roku 2014.